# Варан Митчелла
Вара́н Митчелла (лат. Varanus mitchelli) — вид ящериц из семейства варанов.

## Описание

### Внешний вид
Максимальная длина тела с хвостом до 60 сантиметров. Окраска верхней стороны тела от тёмно-коричневой до иссиня-чёрной с многочисленными желтоватыми глазками и пятнами. Имеет сильно сжатый с боков хвост с выраженным килем вдоль позвонков.

### Распространение и места обитания
Населяет водные местообитания в северной части Северной территории и на севере западной Австралии.
Много плавает, и охотится в воде.

### Питание
Кормится рыбой, крабами, насекомыми и амфибиями.